# مایک اورت
مایک اورت (انگلیسی: Mike Everitt؛ زادهٔ ۱۶ ژانویهٔ ۱۹۴۱) بازیکن فوتبال اهل بریتانیا است.
از باشگاه‌هایی که در آن بازی کرده‌است می‌توان به باشگاه فوتبال آرسنال، باشگاه فوتبال ویمبلدون، باشگاه فوتبال نورث‌همپتون تاون، باشگاه فوتبال پلیموث آرگیل، و باشگاه فوتبال برایتون اند هوو آلبیون اشاره کرد.